# Rheum rhizostachyum
Rheum rhizostachyum là một loài thực vật có hoa trong họ Rau răm. Loài này được Schrenk miêu tả khoa học đầu tiên năm 1842.